# Ida Craft

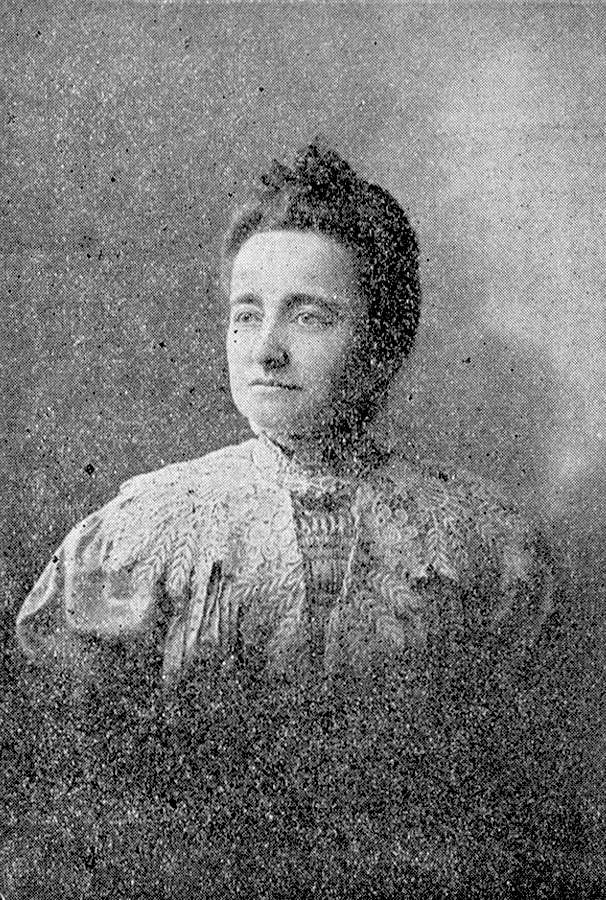
Ida Craft, 1904

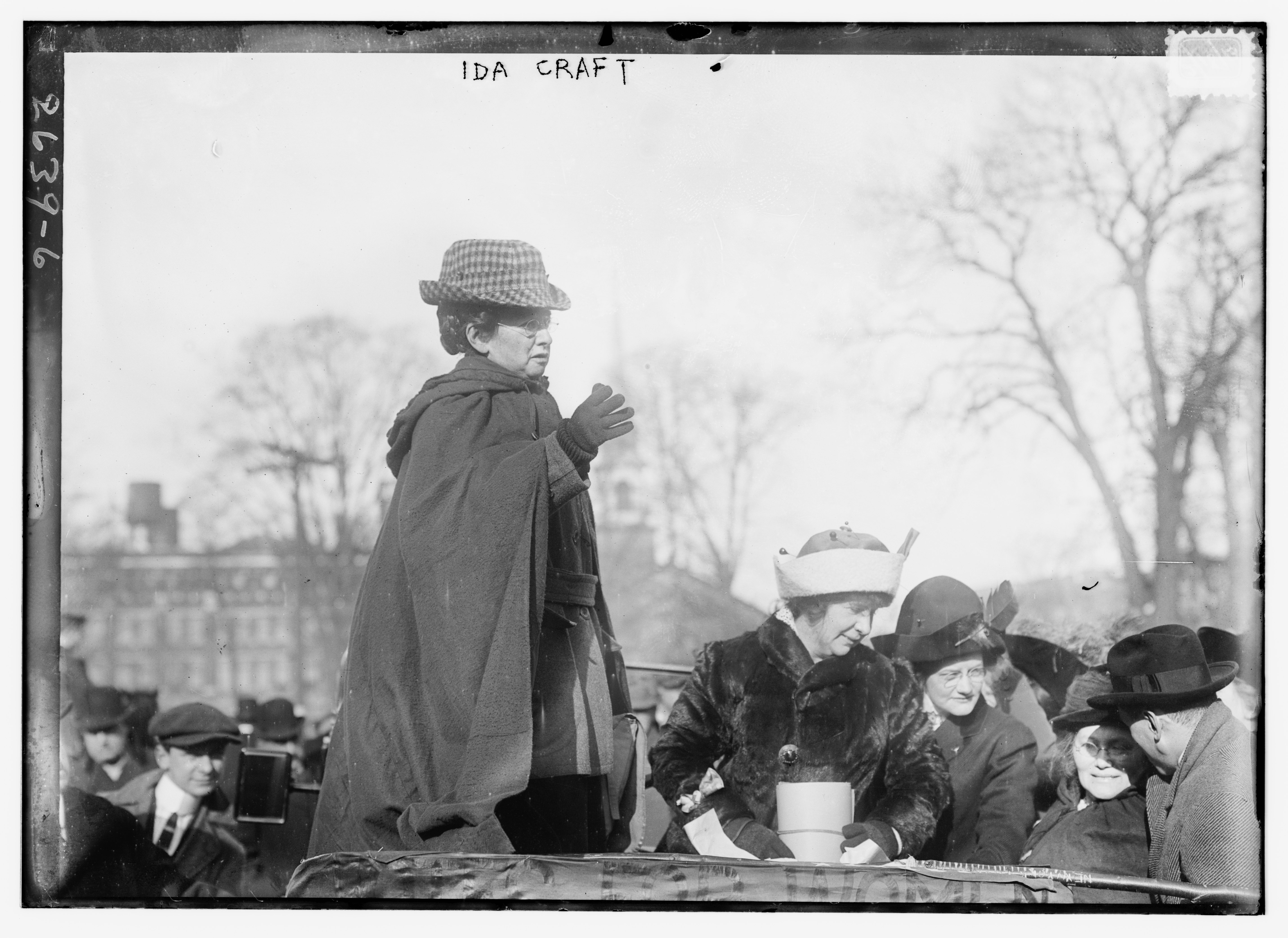
Ida Craft, 1910

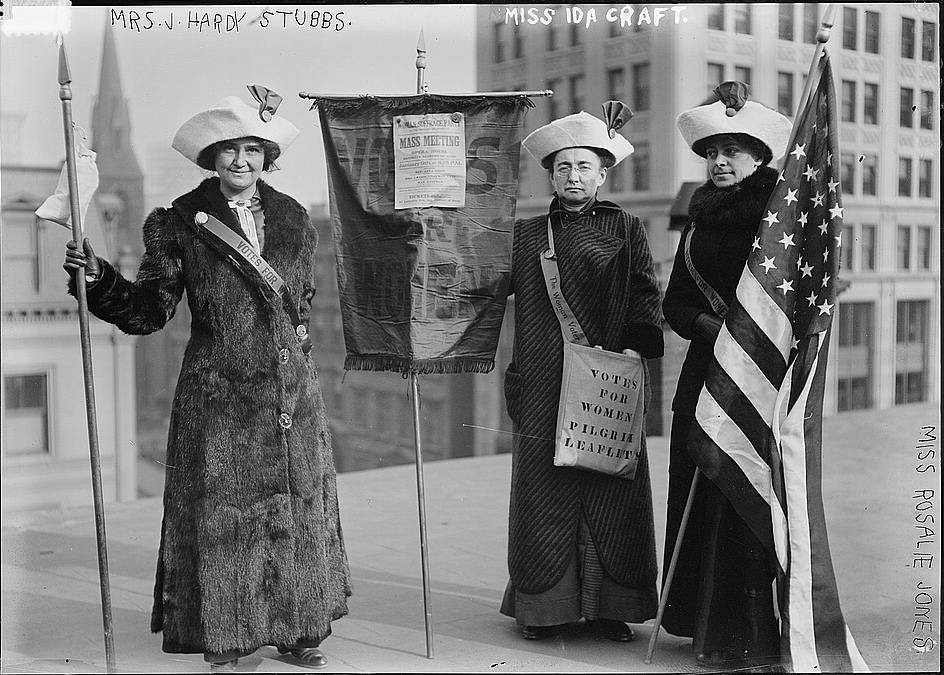
Jessie Belle Hardy Stubbs MacKaye, Ida Craft, Rosalie Gardiner Jones, ca. 1912–1913

Ida Augusta Craft (* 25. Dezember 1860 in Brooklyn, New York City; † 14. September 1947 in Pearl River, Rockland County, New York) war eine US-amerikanische Suffragette, die insbesondere für die Organisation von Suffrage Hikes bekannt wurde.

## Leben
Craft wurde als Tochter von John Craft, einem Schneider, und Eleanor Voorhies Perlee Craft geboren.
Craft war 1897 Vorstandsmitglied der Bedford Political Equality League, Präsidentin der Kings County Political Equality League und gehörte dem Brooklyner Ortsverband der Woman Suffrage Party an. Sie nahm 1900 als Delegierte am Kongress der National Woman Suffrage Association in Minneapolis teil. 1912 setzte sie sich für das Frauenwahlrecht in Ohio ein.
Bekannt als „Colonel“, weil sie „der Generalin“, Rosalie Gardiner Jones, assistierte, übernahm Craft eine sichtbare Führungsrolle bei den Suffrage Hikes („Wahlrechtsmärsche“) von 1912 bis 1914. Während eines Marsches nach Boston wurde sie zusammen mit Elisabeth Freeman und Vera Winthrop verhaftet; sie wurden kurzzeitig in Hartford festgehalten, weil sie gegen Gesetze verstoßen hatten, die die Nutzung eines Fahrzeugs für Werbung und die Verteilung von Flugblättern betrafen.
Nach den Wahlrechtsmärschen setzte sie sich in Montana, Nevada, Nebraska, Alaska und Kanada für das Frauenwahlrecht ein und nahm 1922 als Delegierte am Kongress der International Alliance of Women in Rom teil.
Craft war aktives Mitglied der Young Women’s Christian Association (YWCA) und der Woman’s Christian Temperance Union (WCTU). 1914 wurde sie als Vertreterin der Prohibitionspartei als Delegierte in den Verfassungskonvent in New York gewählt.
Craft erbte ein größeres Vermögen, als ihre Mutter 1913 starb.
Sie starb 1947 zu Hause im Alter von 86 Jahren. Ihr Grab befindet sich auf dem Green-Wood Cemetery in Brooklyn.
Im Jahr 2021 richtete das Kingsborough Art Museum eine digitale Ausstellung über Crafts Leben ein.